# 让-菲利普·科拉尔

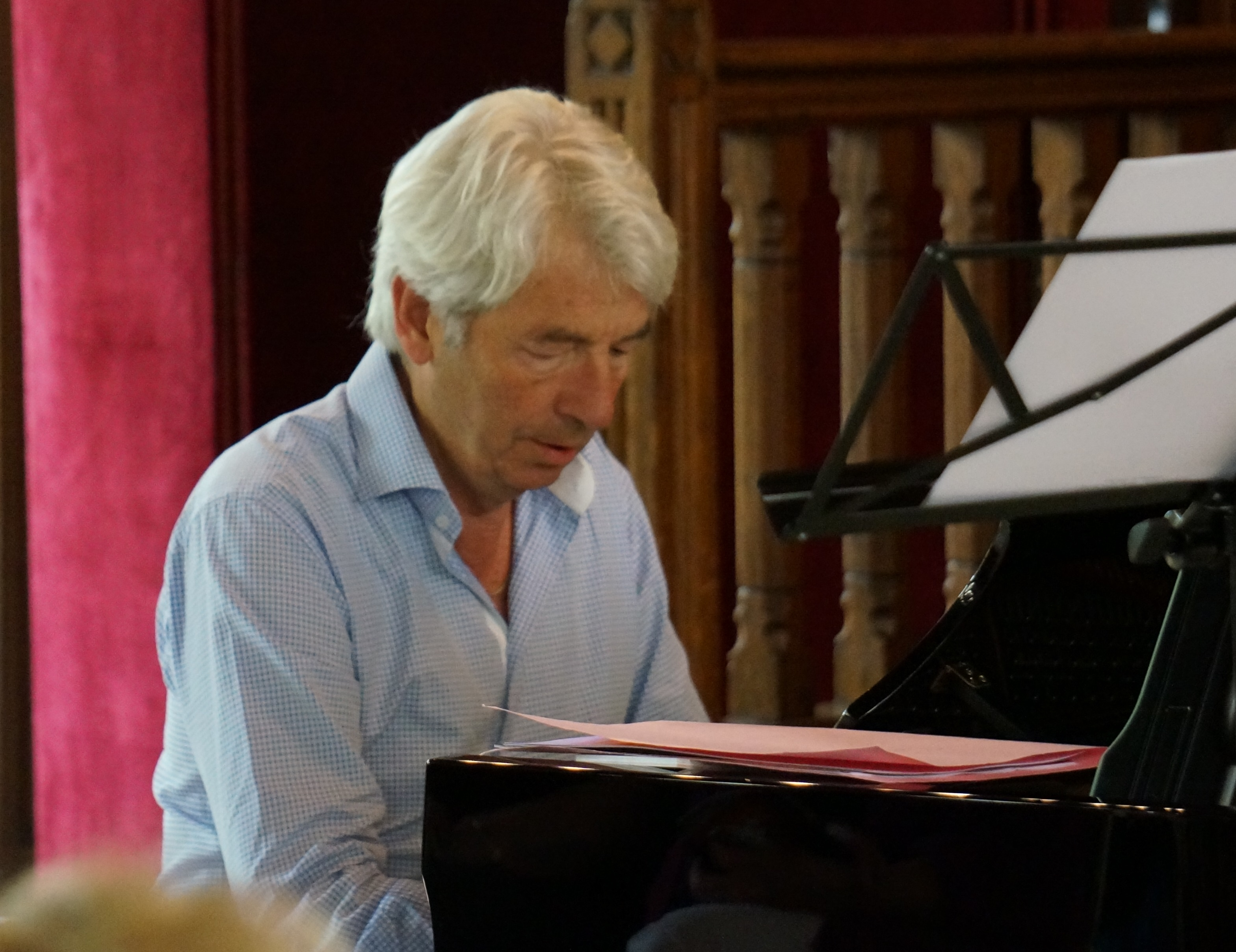
让-菲利普·科拉尔，2014年

让-菲利普·科拉尔（法語：Jean-Pilippe Collard，1948年1月27日—）是一位著名法国钢琴家，被视为法国学派的最佳典范。

## 生平
让-菲利普·科拉尔生于一个音乐家庭，五岁开始弹琴。在十六岁时荣获巴黎音乐学院第一奖。年輕時的職業生涯把他帶入世界上所有最權威的音樂廳。他于1973年展开他的美国演奏生涯，由小澤征爾指挥三番市交响乐团连袂演出，《三番市历事报》给与十分高的评价。

### 与他合作过的乐团
- 法国国家管弦乐团（Orchestre National de France）
- 巴黎管弦乐团（Orchestre de Paris）
- 国立里尔管弦乐团（Orchestre National de Lille）
- 国立图卢兹管弦乐团（Orchestre National du Capitole de Toulouse）
- 国立里昂管弦乐团（Orchestre National de Lyon）
- 皇家爱乐（Royal Philharmonic）
- 伦敦交响（London Symphony）
- 爱乐乐团（Philharmonia Orchestra）
- 伯明翰市乐团（City of Birmingham）
- 皇家利物浦（Royal Liverpool）
- 英国国家广播电台乐团（Orchestre de la BBC）
- 法兰克福交响乐团（RSO Frankfurt）
- 瑞法乐团（Suisse Romande）
- 苏黎世桐哈了乐团（Tonhalle Zurich）
- 西班牙国家交响乐乐团（Orchestre National d'Espagne）
- 东京NHK乐团（NHK Tokyo）
- 宾州交响乐团（Orchestre Symphonique de Philadelphie）
- 澳門青年交響樂團（Macau Young Symphony

Orchestra)

## 得獎與榮譽
- 隆-長提波第一大奖（Grand Prix au Concours Long-Thibaud），1969年
- 齐夫拉钢琴比赛一等奖（1e Grand Prix du Concours Cziffra），1970年
- 法国国家骑士奖章，2003年

## 評價
1973年，他在香榭丽舍剧院展开他的独奏会，獲得如下評價：
巴黎乐评是十分激进的: 他有所有必须的才质来引领他进入音乐的最高领域,他的技巧,他的细腻情感绽放在你我面前……

——《费加洛报》1973年3月
2009年，他與英國皇家利物浦愛樂樂團合作演出莫札特鋼琴協奏曲（阿力松德瑞尼指揮）： 
科拉爾演奏以一種具穿透力的簡潔的搖籃曲式來詮釋 那平靜的，中間的樂章，在進入最後快板之處，彷彿那是魔笛中帕帕加洛的歌曲（那般簡單但引人入勝，直入心扉的魔力）……

——《卫报》，2009年4月27日
2008年，他與荷蘭靈布爾格交響樂團合作演出：
科拉爾展現出如此的大師風範 ，他甚至是可以戲弄這音樂。 那中間的樂章是非常具氣氛的，他的演奏是有著不尋常的音樂性。科拉爾賦予聽眾每一個和動人的拉威尔音樂神遊的機會……

——《忠诚报》，阿姆斯特丹，2008年11月25日
2007年9月，他與英國愛樂樂團（德特洛伊指揮）合作歐洲巡迴演出：
以一種令人嚮往極富色彩和超強的想像力，他賦予他的演奏閃耀的光芒。指揮查理 ·都特伊與柯拉爾配合的天衣無縫，給人一種十分契合的感受。非常美妙！

## 外部連結
- 让-菲利普·科拉尔的Discogs页面（英文）